# عنصر غير قابل للاختزال
عنصر غير قابل للاختزال (غير خَزول) يعرف جبريا في مجال تكاملي كعنصر غير صفري غير قابل للعكس (أي ليس وحدة)، وليس حاصل ضرب عنصرين غير قابلين للعكس.
مثال العدد 5 غير خزول في مجموعة الأعداد الصحيحة، ولكنه خزول في مجموعة الأعداد الجاوسية حيث يمكن كتابته على شكل الجداء التالي: 5 = (2 + i)(2 − i)
لو أن {\displaystyle R} مجال تكاملي، فإن {\displaystyle a} عنصر غير خزول في {\displaystyle R} إذا وفقط إذا كان لكل {\displaystyle b,c\in R}، وللعلاقة {\displaystyle a=bc} تعني أن المثالي {\displaystyle a} يساوي المثالي {\displaystyle b} أو يساوي المثالي {\displaystyle c} وفي كلا الحالتين يكون العنصر الآخر مساويا للوحدة.
هذه العلاقة لا تتحقق في الحلقات التبادلية العامة، ولهذا السبب يفترض عادة أن الحلقة لا تحوي قواسم صفرية في تعريف العناصر غير الخزولة.
لا ينبغي الخلط بين العناصر غير الخزولة والعناصر الأولية.(فأي عنصر غير صفري لايساوي الوحدة في حلقة تبادلية {\displaystyle R} يكون أوليا إذا كان {\displaystyle a\mid bc} "أي أن {\displaystyle a} تقسم حاصل ضرب {\displaystyle c}{\displaystyle b}" لأي {\displaystyle b} و{\displaystyle c} في {\displaystyle R,} فإن {\displaystyle a\mid b} أو {\displaystyle a\mid c.})
في المجال التكاملي، كل عنصر أولي هو أيضا غير خزول،  ولكن العكس ليس صحيحا بالضرورة.والعكس يكون صحيح في حالة مجالات التحليل الفريدة  (أو، بصورة أعم مجالات القاسم المشترك الأكبر [الإنجليزية]).